# Uday Hussein
Uday Saddam Hussein al-Tikriti (født 18. juni 1964 i Baghdad, død 22. juli 2003 i Mosul), (عُدي صدّام حُسين) var den ældste søn af Saddam Hussein og hans første kone, Sajida Talfah.
Selvom han var Saddam Husseins ældste søn og derfor oplagt som sin fars efterfølger ønskede Saddam ikke dette på grund af Udays vilde forbrug af penge og fordi Uday var skrupelløs. I oktober 1988, ved en fest til ære for den ægyptiske præsident Hosni Mubaraks kone, myrdede Uday sin fars personlige opvarter Kemal Hana Gegeo. Foran en gruppe skræmte gæster dræbte han med koldt blod Gegeo med en kølle. Gegeo havde for nylig introduceret Saddam til en smuk yngre kvinde, Samira Shahbandar, der senere blev Saddams anden kone. Uday anså sin fars forhold til Shahbandar for at være en fornærmelse af sin egen mor.